# فيسمير

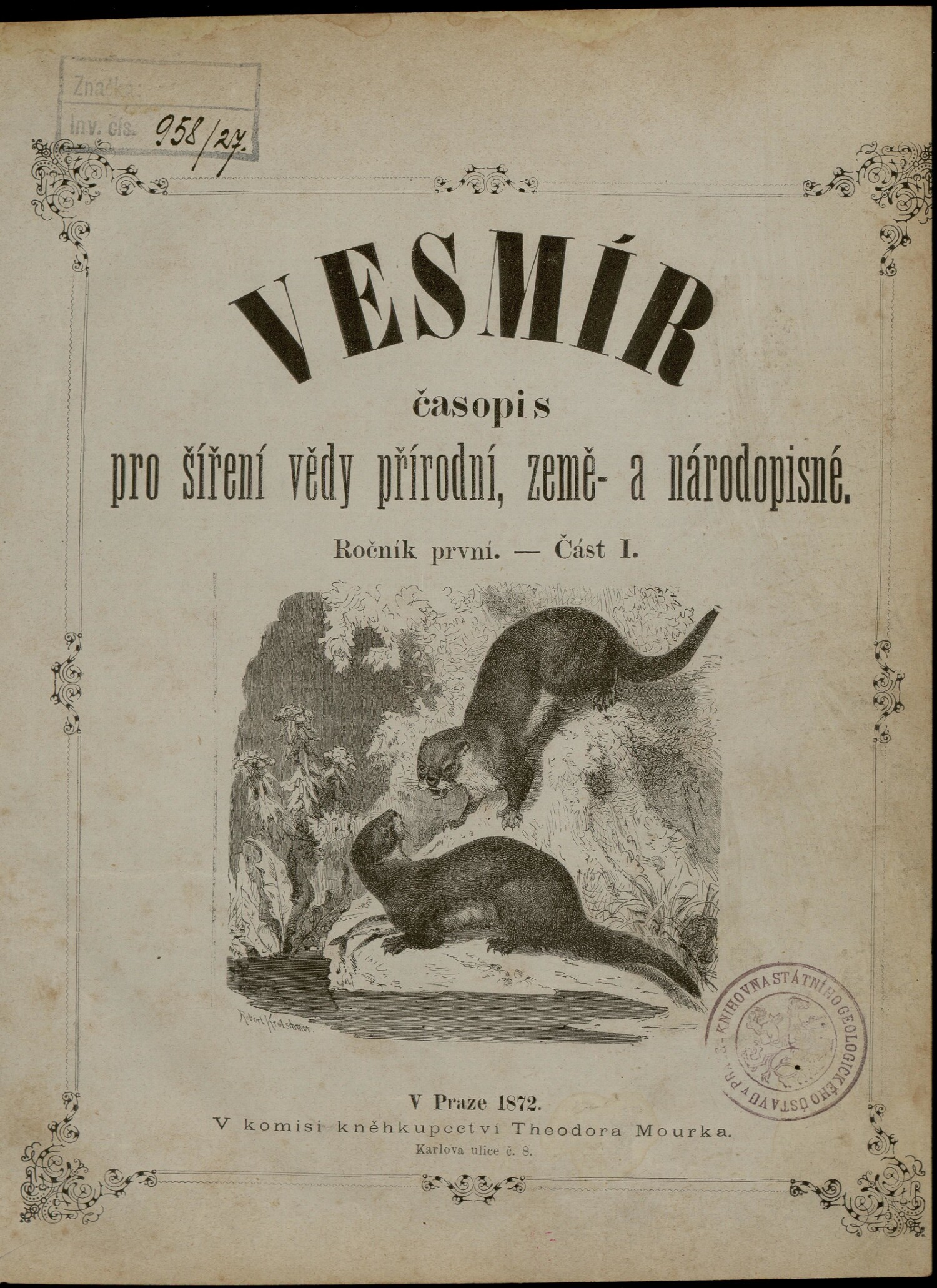
العدد الأول من فيسمير

فيسمير (بالتشيكية: Vesmír) هي مجلة علمية تشيكية تم نشرها منذ عام 1871. اعتبارًا من عام 2012 تم إنتاجها من قبل الأكاديمية التشيكية للعلوم وتنشرها الأكاديمية.